# Sebulon Orlew

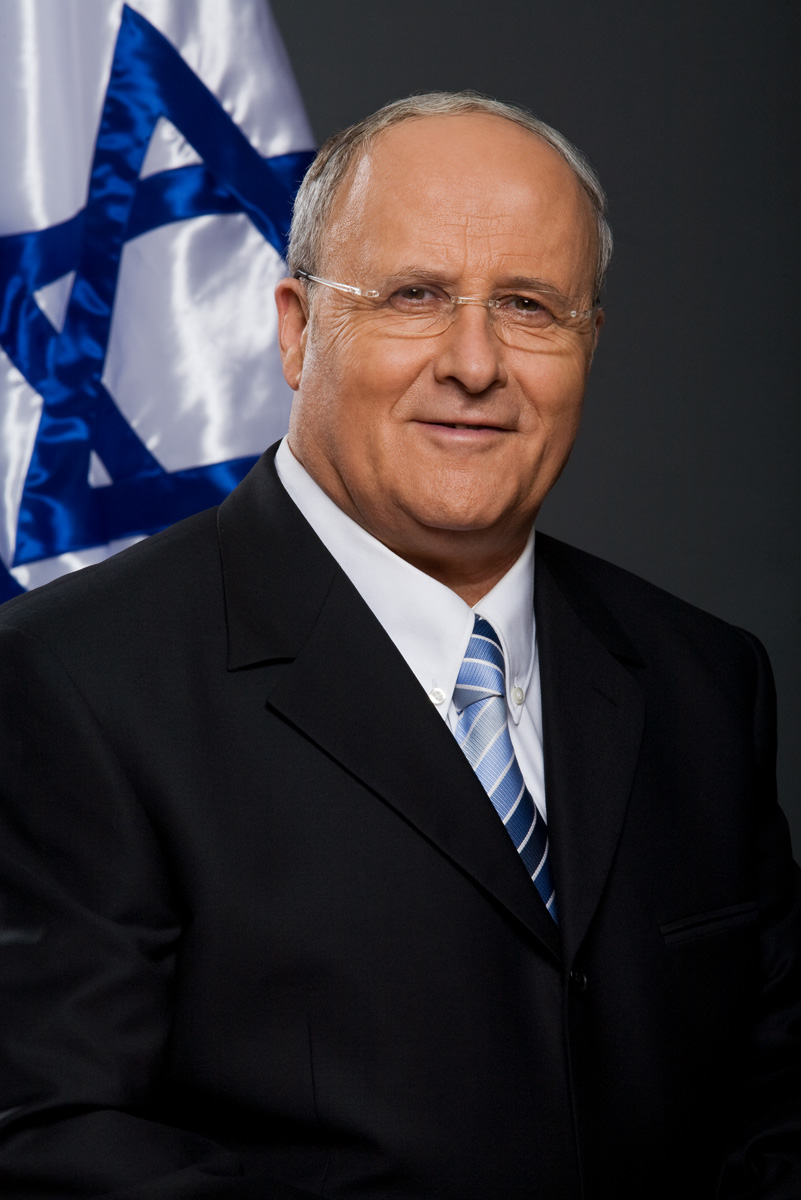
Sebulon Orlew

Sebulon Orlew (hebräisch זבולון אורלב; * 9. November 1945 in Rechovot) ist ein religiös-nationalistischer israelischer Politiker, der als Abgeordneter der Nationalreligiösen Partei (Mafdal) in der Knesset vom 3. März 2003 bis zum 11. November 2004 Minister für Wohlfahrt und Soziale Dienste war und von 2005 bis 2008 als Vorsitzender der Nationalreligiösen Partei amtierte.

## Leben
Orlew gilt als Kriegsheld, der für seine Leistungen im Jom-Kippur-Krieg mit der Itur ha-mofet ausgezeichnet wurde. Er gelangte bei den Wahlen 1999 als Abgeordneter der Nationalreligiösen Partei in die Knesset. Nachdem er bei den Wahlen 2003 wiedergewählt worden war, wurde Orlew zum Minister für Wohlfahrt und Soziale Dienste in der zweiten Regierung von Ariel Scharon ernannt.
Als wegen des Gaza-Abzugsplans die Koalition auseinanderzubrechen drohte, leitete Orlew das Lager innerhalb der nationalreligiösen Partei, die diesen Plan billigte. Daraufhin nannte ihn der Parteivorsitzende Ephraim Eitam einen „Meimadnik“. Nachdem Eitam und Jitzchak Levy 2004 die Regierung verließen, weigerten sich Orlew und andere Parteimitglieder, die Regierung zu verlassen. Orlew wurde daraufhin Parteivorsitzender der Nationalreligiösen Partei. Der ehemalige Parteivorsitzende Eitam sowie Levy verließen die Partei und gründeten die Achi, die schließlich mit der Nationalen Union zusammenging.
Bei den Wahlen 2006 wurde Orlew wiedergewählt. Vor den Wahlen 2009 löste sich die Nationalreligiöse Partei auf, und die Parteimitglieder gingen zur ebenfalls religiös-zionistischen HaBajit haJehudi. Orlew wurde auf Platz 2 der Wahlliste gesetzt und erhielt erneut seinen Sitz in der Knesset.
Orlew ist bekannt für mehrere umstrittene Erklärungen und Gesetzesinitiativen. So diskutierte die Knesset 2009 eine Gesetzesinitiative von Orlew, nach der jeder mit Strafverfolgung belangt werden sollte, der bestreite, dass Israel ein jüdischer und demokratischer Staat (hebräisch מדינה יהודית ודמוקרטית) sei. Der Gesetzesvorschlag wurde nicht sofort abgelehnt und passierte die einleitende Lesung. Orlew wurde für eine Gesetzesinitiative kritisiert, wonach geschiedene Väter für ihre Kinder Unterhalt bezahlen sollten, bis diese das Alter von 22 Jahren erreicht hätten.
2012 forderte er den Bau des 3. Tempels in Jerusalem. Zudem verlangte er eine Gesetzgebung, die das Bauprojekt vor Strafverfolgung und den „feindlichen, weltlichen, linksgerichteten“ Medien schützen sollte.
Er forderte auch in einer Gesetzesinitiative, die Entscheidung des Obersten Gerichts zu missachten, die den Abbruch von fünf Gebäuden in einer jüdischen Siedlung anordnete.